# Цайтгайст
 Тази статия е за философския израз.  За филма вижте Zeitgeist (филм).  
 Тази статия е за философския израз.  За движението „Цайтгайст“ вижте Проект Венера.  
Цайтгайст (на немски: Zeitgeist, от zeit – „време“, и geist – „дух“), също дух на времето или дух на епохата, е термин, означаващ интелектуалния, културния, етическия и политическия климат на дадена епоха или течение. Така е наречено и съвременно движение.

## Концепция
Концепцията за духа на времето идва от епохата на Хердер и други немски романтици, дейци на Просвещението като Корнелий Ягдман. Терминът Zeitgeist често се приписва на Хегел, макар той да не го използва. В своята работа „Лекции по история на философията“ употребява израза der Geist seiner Zeit (дух на своето време) – например „никой не може да изпревари своето време, тъй като духът на неговото време е също негов дух“. Други философи, изразявали подобни идеи, са Спенсър и Волтер. Концепцията включва също теорията за великите личности, популяризирана от Томас Карлайл, която определя историята като резултат от дейността на велики герои и гении.